# 加沙 (足球員)
加沙（Ngassa Ewane Guy Martial，1984年7月10日—），喀麥隆足球運動員，司職中堅，曾效力於大連實德，02-03年球季與同鄉代姆一齊來港加盟花花，04-05年球季曾回港效力福建，07-08年球季季中加盟傑志。
現時效力香港乙組足球聯賽球隊永義。

## 外部連結
- 香港足總網頁球員資料（页面存档备份，存于）